# 常盤台站 (東京都)
常盤台站（日语：／ Tokiwadai eki */?），位於日本東京都板橋區常盤台一丁目，是屬於東武鐵道東上本線的鐵路車站。車站編號為TJ 06。

## 車站結構
對向式月台2面2線地面車站。

### 月台配置
| 月台 | 路線   | 方向 | 目的地                                   |
| ---- | ------ | ---- | ---------------------------------------- |
| 1    | 東上線 | 下行 | 朝霞台、富士見野、川越、坂戶、小川町方向 |
| 2    | 東上線 | 上行 | 中板橋、大山、池袋方向                   |

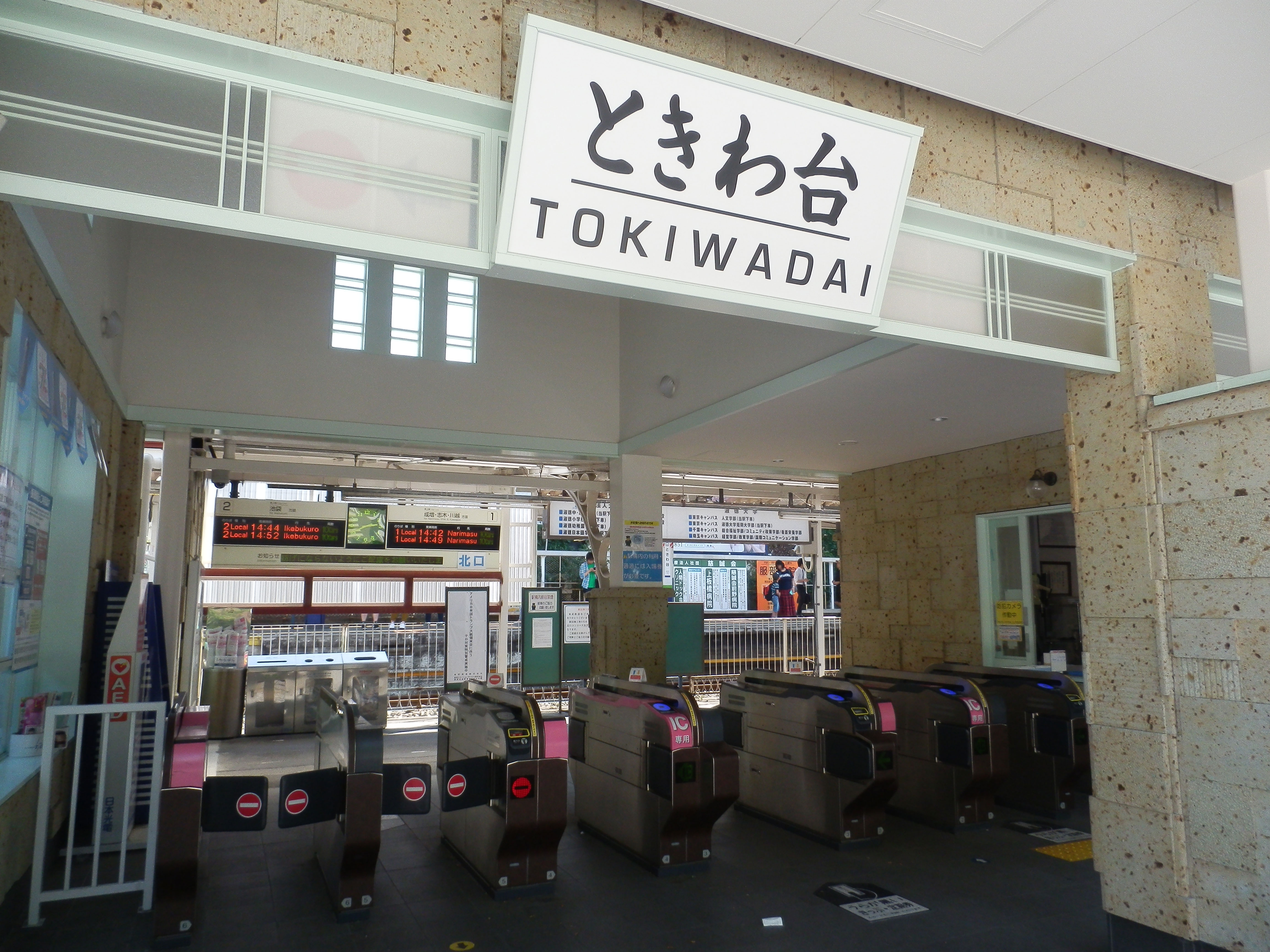
北口閘口（2019年5月）
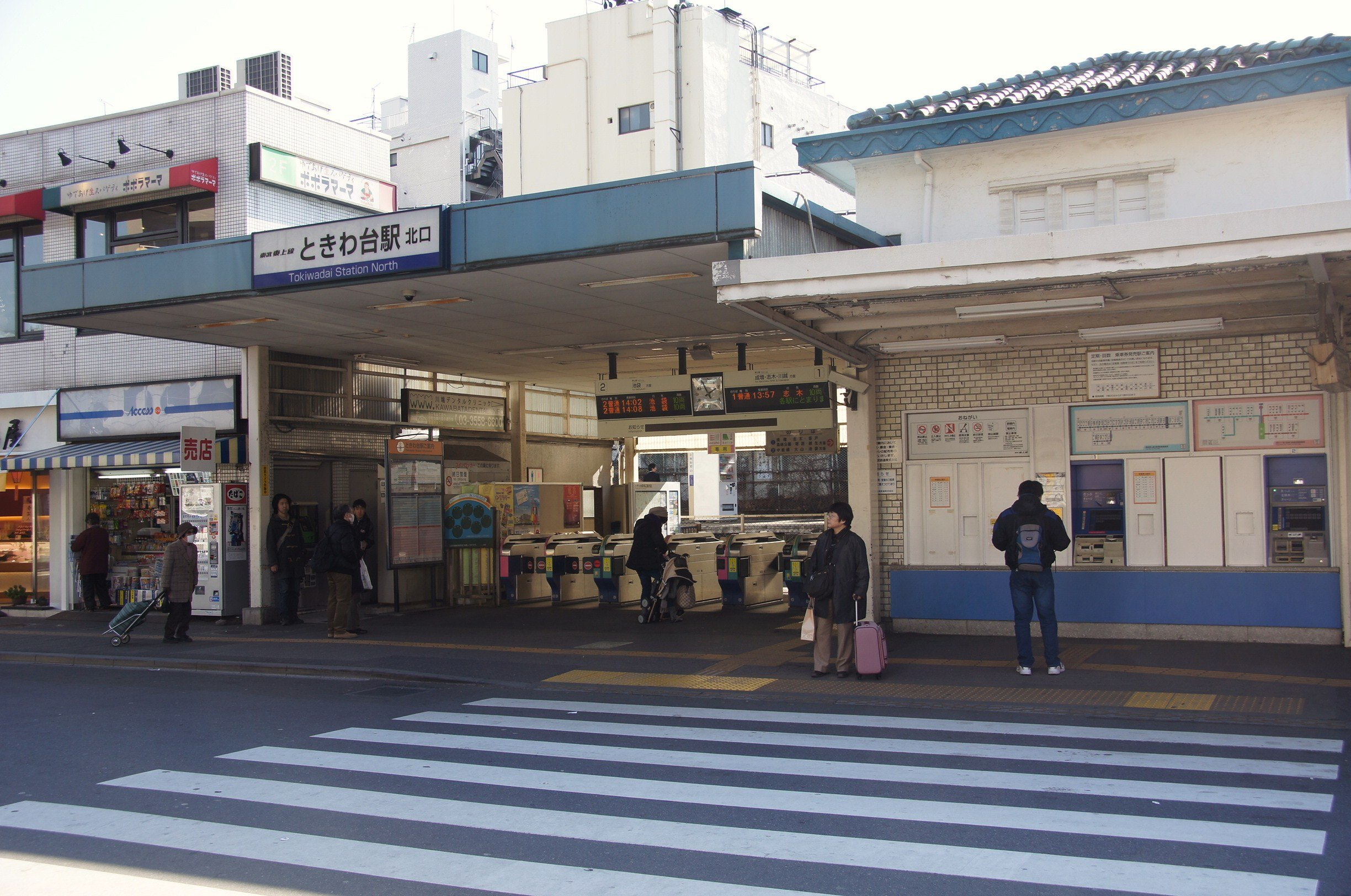
翻新前北口站舍（2012年2月）
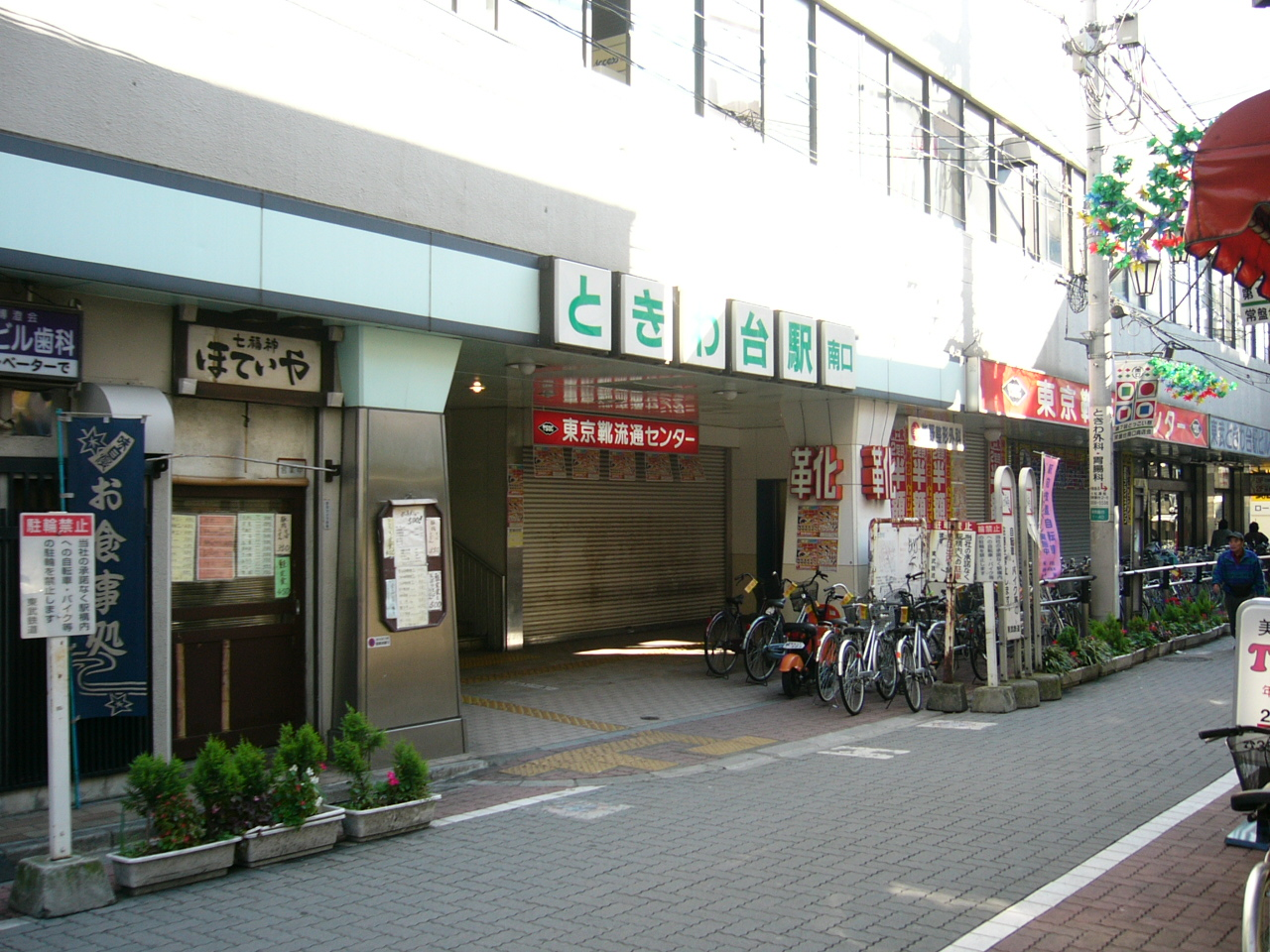
南口（2004年11月）
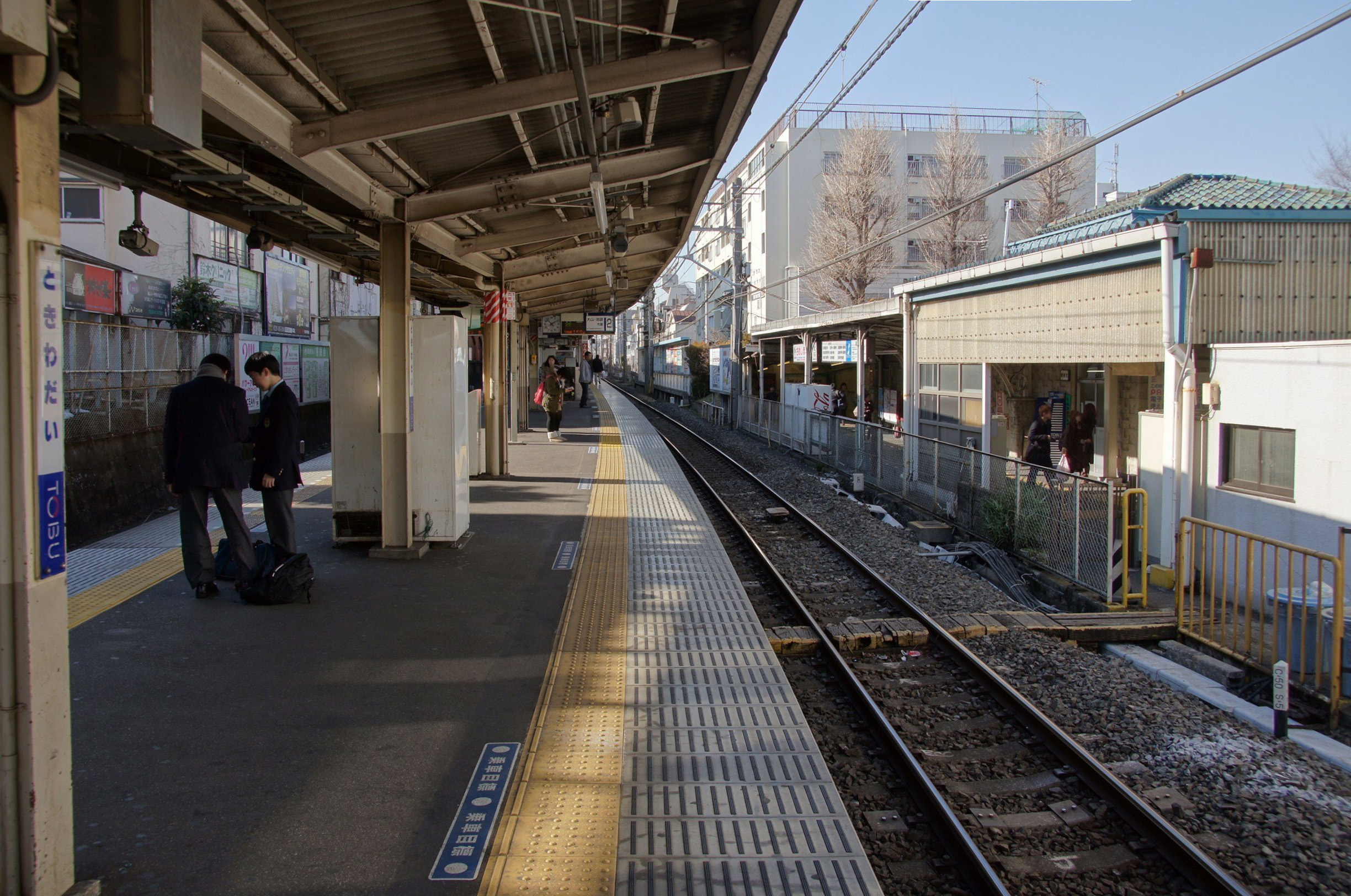
月台（2012年2月）

## 使用情況
2016年度1日平均上下車人次為47,714人。
近年1日平均上下、上車人次的推移如下表。
| 年度               | 1日平均 上下車人次 | 1日平均 上車人次 | 來源     |
| ------------------ | ------------------ | ---------------- | -------- |
| 1935年（昭和10年） |                    | 124              |          |
| 1978年（昭和53年） | 57,670             |                  |          |
| 1992年（平成04年） |                    | 27,460           | [ * 1 ]  |
| 1993年（平成05年） |                    | 26,989           | [ * 2 ]  |
| 1994年（平成06年） | 54,670             | 26,710           | [ * 3 ]  |
| 1995年（平成07年） |                    | 26,314           | [ * 4 ]  |
| 1996年（平成08年） |                    | 25,573           | [ * 5 ]  |
| 1997年（平成09年） |                    | 25,353           | [ * 6 ]  |
| 1998年（平成10年） | 49,709             | 24,649           | [ * 7 ]  |
| 1999年（平成11年） | 49,012             | 24,276           | [ * 8 ]  |
| 2000年（平成12年） | 48,770             | 24,110           | [ * 9 ]  |
| 2001年（平成13年） | 48,785             | 24,433           | [ * 10 ] |
| 2002年（平成14年） | 48,555             | 24,296           | [ * 11 ] |
| 2003年（平成15年） | 48,547             | 24,290           | [ * 12 ] |
| 2004年（平成16年） | 48,314             | 24,169           | [ * 13 ] |
| 2005年（平成17年） | 48,225             | 24,146           | [ * 14 ] |
| 2006年（平成18年） | 48,202             | 24,111           | [ * 15 ] |
| 2007年（平成19年） | 48,755             | 24,373           | [ * 16 ] |
| 2008年（平成20年） | 48,424             | 24,232           | [ * 17 ] |
| 2009年（平成21年） | 47,321             | 23,673           | [ * 18 ] |
| 2010年（平成22年） | 46,297             | 23,172           | [ * 19 ] |
| 2011年（平成23年） | 45,628             | 22,823           | [ * 20 ] |
| 2012年（平成24年） | 45,899             | 22,958           | [ * 21 ] |
| 2013年（平成25年） | 46,710             | 23,395           | [ * 22 ] |
| 2014年（平成26年） | 46,664             | 23,352           | [ * 23 ] |
| 2015年（平成27年） | 47,966             |                  |          |
| 2016年（平成28年） | 47,714             |                  |          |

## 週邊設施

### 宗教
- 冨士大石寺顯正會
  - 東京會館
  - 芙蓉會館
- 金光教（日语：金光教）常盤台教会

### 教育
- 板橋區立常盤台小學校
- 帝都幼稚園
- 學校法人大乘淑德學園（日语：学校法人大乗淑徳学園）
  - 淑德大學 東京校園
  - 淑德大學短期大學部
  - 淑德中學校・高等學校（日语：淑徳中学校・高等学校）
  - 淑德小學校（日语：淑徳小学校）
  - 淑德幼稚園
  - 淑德日本語學校

### 行政
- 板橋消防站常盤台出差所

### 公園
- 常盤台公園

### 圖書館・美術館
- 板橋區立中央圖書館
- 日本書道美術館（日本教育書道聯盟（日语：日本教育書道連盟）本部）

## 相鄰車站
東武鐵道
 東上本線
■TJ Liner、■快速急行、■快速、■急行、■準急
通過
□普通
中板橋（TJ 05）－常盤台（TJ 06）－上板橋（TJ 07）

## 外部連結
- 常盤台（車站資訊） - 東武鐵道